# Suga Free
Suga Free (* 17. Januar 1970 in Los Angeles, Kalifornien als Dejuan Walker) ist ein US-amerikanischer Rapper der Stilrichtungen Westcoast-Hip-Hop, Gangsta-Rap und G-Funk. Sein Künstlername wird teilweise auch zusammen als Sugafree geschrieben.

## Biografie
Suga Free begann seine Musikkarriere 1997 mit seinem Debütalbum Street Gospel, das großteils von DJ Quik produziert wurde. Trotz der Singleauskopplung If U Stay Ready, die 13 Wochen in den Billboard Hot 100 blieb und die Spitzenposition 79 erreichte, hatte der Langspieler keinen durchschlagenden Erfolg. Lediglich in den Verkaufsrankings der Heatseekers (in denen nur bislang in den Charts nicht erfolgreiche Musiker gelistet werden) und den R&B Albums (die sich ausschließlich auf die Genres R&B und Hip-Hop beschränken) konnte sich das Werk platzieren.
In der Folge beschränkte er sich auf Gastauftritte auf Liedern anderer Künstler. Unter anderem war er auf mehreren Alben DJ Quiks und auf beiden CDs der Eastsidaz sowie auf Restless von Xzibit und Tha Last Meal von Snoop Dogg zu hören.
Erst 2003 veröffentlichte Suga Free wieder unter eigenem Namen. Zunächst nahm er mit Doc Holiday und Clue Dog „Pomona Pimpin!“ auf, bevor er 2004 sein zweites Soloalbum „The New Testament: The Truth“, das zusammen mit einer kurzen DVD verkauft wurde, folgen ließ. Es wurde sein kommerziell größter Erfolg und debütierte auf Platz 72 der Billboard 200, verschwand jedoch nach drei Wochen wieder von dort.
Noch im selben Jahr folgte die postume Kollaboration mit Mausberg, das unter dem Gruppennamen „The Konnectid Project“ als „Konnectid, Vol. 1“ erschien. 2006 wurde zunächst zusammen mit Beta Bossalini und Magnificent das Album Suga Free’s Secret Congregation herausgegeben, bevor Suga Frees drittes Werk Just Add Water. auf den Markt gebracht wurde. Erneut konnte er sich damit in den Billboard 200 platzieren, allerdings nur für eine Woche auf der Position 194.
Darüber hinaus erschienen in diesem Jahr die beiden Kompilationen The Features und The Features, Vol. 2, jeweils als Doppelalbum. Die Zusammenstellungen fokussieren sich besonders auf Lieder anderer Musiker, auf denen Suga Free als Feature zu hören war, oder auf Stücke Suga Frees, auf denen er mit bekannten Künstlern zusammenarbeitete.
Von 2007 bis 2009 nahm Suga Free jährlich neue Alben auf, die sich jedoch wie zu Beginn seiner Laufbahn nur in Spartencharts finden ließen. Anschließend verlegte er sich wieder ausschließlich auf Gastauftritte, mit Ausnahme der Kompilation Why U Still B*llsh*tt!n? The Best of Sugafree, die 2011 herausgegeben wurde.
2014 wurde die Single Grooveline, Pt. 2 in Zusammenarbeit mit Schoolboy Q veröffentlicht, die der Vorbote von Suga Frees nächstem Album „The Resurrection“ sein sollte, das für 2015 geplant war. Es erschien jedoch nicht.

## Stil
Die Musik Suga Frees entspricht großteils dem klassischen G-Funk, ist jedoch etwas weniger von Synthesizern geprägt als üblich und bindet oft natürlichere Klänge ein. Darüber hinaus sind öfter Referenzen an die Rockmusik zu hören.
Thematisch inszeniert sich Suga Free vor allem auf humoristische Weise als klischeehafter Pimp. Dies gilt besonders für das Album Just Add Water., das eine Anleitung zum Pimp-Sein sein soll.
Auch sein Rap-Stil ist ungewöhnlich. Er benutzt eine leicht Falsett-artige Stimme und rapt sehr schnell, wobei er ständig das Versmaß ändert und viele Synkopen benutzt.

## Diskografie

### Alben
- 1997: Street Gospel
- 2003: Pomona Pimpin! (gemeinsam mit Doc Holiday und Clue Dog)
- 2004: The New Testament: The Truth
- 2004: Konnectid, Vol. 1 (gemeinsam mit Mausberg als The Konnectid Project)
- 2006: Suga Free′s Secret Congregation (gemeinsam mit Beta Bossalini und Magnificent)
- 2006: Just Add Water.
- 2007: Sunday School
- 2008: Smell My Finger
- 2009: Hi Power Pimpin

### Kompilationen
- 2006: The Features
- 2006: The Features, Vol. 2
- 2011: Why U Still B*llsh*tt!n? The Best of Sugafree

### Singles
- 1997: If U Stay Ready
- 1999: On My Way
- 2001: Pimp Talk
- 2008: My Dice
- 2014: Grooveline, Pt. 2 featuring Schoolboy Q